# Khalid Boulahrouz
Khalid Boulahrouz (wym. [χalid bula(h)ˈruːz]; ur. 28 grudnia 1981 w Maassluis) – holenderski piłkarz pochodzenia marokańskiego grający na pozycji obrońcy.

## Kariera
Rodzice Boulahrouza pochodzą z Maroka, jednak on sam urodził się już w Holandii. W czasach juniorskich trenował w szkółkach Ajaksu Amsterdam, FC Haarlem i AZ Alkmaar. Profesjonalną karierę rozpoczął w RKC Waalwijk. W barwach tego klubu 9 marca 2002 zadebiutował w Eredivisie, grając przez 4 minuty przeciwko sc Heerenveen. Był to jego jedyny mecz w tamtym sezonie. W latach 2002–2004 rozegrał łącznie 63 mecze ligowe, strzelając 4 gole. W 2004 roku odszedł do niemieckiego Hamburger SV za 1,5 miliona euro. Był jedną z najjaśniejszych postaci w defensywie tego zespołu. W sierpniu 2006 roku został sprzedany za 13 milionów euro do Chelsea FC. Z Chelsea wywalczył wicemistrzostwo Anglii oraz dotarł do półfinału Ligi Mistrzów. Menedżer zespołu José Mourinho nie był jednak zadowolony z postawy Holendra i ten latem 2007 został wypożyczony do hiszpańskiej Sevilli, jednak Holender wystąpił zaledwie w 6 spotkaniach Primera Division. 21 lipca 2008 roku został sprzedany za 5 milionów euro do niemieckiego VfB Stuttgart.
Dobrą grą Boulahrouza w Bundeslidze zainteresował się selekcjoner Marco van Basten i od czasu debiutu w reprezentacji Holandii (3 września 2004 roku przeciwko Liechtensteinowi) Boulahrouz jest podstawowym zawodnikiem drużyny narodowej. Wystąpił z reprezentacją Holandii na mundialu w Niemczech w 2006 roku. W meczu 1/8 finału z Portugalią otrzymał czerwoną kartkę, a Oranje odpadli z turnieju po przegranej 0:1.
Ma żonę Sabię, która 18 czerwca 2008 roku urodziła córkę, Anissę. Dziewczynka zmarła dzień później, gdyż urodziła się w 22 tygodniu (6 miesiącu) ciąży i nie było szans na jej uratowanie. Mimo tego tragicznego zdarzenia zagrał w ćwierćfinałowym meczu Euro 2008 z Rosją. Zespół Holandii na znak żałoby wystąpił z czarnymi opaskami na koszulkach. Mecz zakończył się porażką Holendrów 1:3 i pożegnaniem z mistrzostwami.
30-letni piłkarz przez ostatnie cztery lata był zawodnikiem niemieckiego VfB Stuttgart, który po zakończeniu ubiegłego sezonu nie przedłużył z nim umowy. 19 lipca 2012 roku podpisał kontrakt ze Sportingiem. Grał też w Brøndby IF i Feyenoordzie, w którym w 2015 roku zakończył karierę.
| Sezon   | Klub          | Kraj       | Rozgrywki     | Mecze | Bramki |
| ------- | ------------- | ---------- | ------------- | ----- | ------ |
| 2001/02 | RKC Waalwijk  | Holandia   | Eredivisie    | 1     | 0      |
| 2002/03 | RKC Waalwijk  | Holandia   | Eredivisie    | 31    | 0      |
| 2003/04 | RKC Waalwijk  | Holandia   | Eredivisie    | 29    | 4      |
| 2004/05 | RKC Waalwijk  | Holandia   | Eredivisie    | 3     | 0      |
| 2004/05 | Hamburger SV  | Niemcy     | Bundesliga    | 24    | 1      |
| 2005/06 | Hamburger SV  | Niemcy     | Bundesliga    | 28    | 1      |
| 2006/07 | Chelsea F.C.  | Anglia     | Premiership   | 13    | 0      |
| 2007/08 | Sevilla FC    | Hiszpania  | La Liga       | 6     | 0      |
| 2008/09 | VfB Stuttgart | Niemcy     | Bundesliga    | 21    | 0      |
| 2009/10 | VfB Stuttgart | Niemcy     | Bundesliga    | 6     | 0      |
| 2010/11 | VfB Stuttgart | Niemcy     | Bundesliga    | 16    | 0      |
| 2011/12 | VfB Stuttgart | Niemcy     | Bundesliga    | 21    | 2      |
| 2012/13 | Sporting CP   | Portugalia | Primeira Liga | 11    | 0      |
| 2013/14 | Brøndby IF    | Dania      | Superligaen   | 13    | 0      |
| 2014/15 | Feyenoord     | Holandia   | Eredivisie    | 12    | 0      |